# Авилес (комарка)
Авилес — один из восьми районов (комарка) в провинции Астурия в Испании. Столица региона город Авилес. В регионе сильно развиты туризм и транспорт, спорт.

## География
Находится между устьем реки Налон и мысом Кабо-Пеньяс, на западном побережье Испании.

## Муниципалитеты
1. Авилес
2. Кандамо
3. Кастрильон
4. Корвера-де-Астуриас
5. Кудильеро
6. Госон
7. Ильяс
8. Мурос-де-Налон
9. Правиа
10. Сото-дель-Барко

1. ↑  https://www.ine.es/dynt3/inebase/index.htm?padre=525